# Lathiceridae
Los laticéridos (Lathiceridae) son una familia de insectos ortópteros celíferos. Se distribuye por el África austral.

## Géneros
Según Orthoptera Species File (31 mars 2010):
- Batrachidacris Uvarov, 1939
- Crypsicerus Saussure, 1888
- Lathicerus Saussure, 1888